# Giōrgos Panagī
Giōrgos Panagī (in greco: Γιώργος Παναγή; Larnaca, 3 novembre 1986) è un ex calciatore cipriota, di ruolo centrocampista.

## Carriera

### Club
Dopo aver militato nel Nea Salamina e nell'Anorthōsis passa all'Omonia.

### Nazionale
Dal 2007 fa parte della nazionale cipriota.

## Palmarès
- Campionato cipriota: 2

Anorthosis Famagosta: 2007-2008
Omonia: 2009-2010
- Coppa di Cipro: 2

Omonia: 2011, 2012
- Supercoppa di Cipro: 1

Omonia: 2010